# Teilhède
Teilhède település Franciaországban, Puy-de-Dôme megyében. Lakosainak száma 519 fő (2022. január 1.). Teilhède Beauregard-Vendon, Charbonnières-les-Vieilles, Combronde, Loubeyrat és Prompsat községekkel határos.

## Népesség
A település népessége az elmúlt években az alábbi módon változott:
| Lakosok száma | 422  | 429  | 455  | 457  | 471  | 486  | 493  | 501  | 519  |
|               | 2013 | 2015 | 2016 | 2017 | 2018 | 2019 | 2020 | 2021 | 2022 |